# Poel
Poel je německý ostrov v Meklenburském zálivu Baltského moře, nedaleko přístavu Wismar. Má rozlohu 36 km² a je sedmým největším ostrovem Německa. Žije na něm okolo dva a půl tisíce obyvatel, převážně ve vesnici Kirchdorf; celý ostrov tvoří jednu obec Ostseebad Insel Poel v rámci spolkové země Meklenbursko-Přední Pomořansko.
Ostrov obývali Obodrité, název pochází buď ze slovanského výrazu „pole“ nebo z jména germánského boha Phola. Ve 13. století vznikl románský kostel v Kirchdorfu, který je dominantou ostrova. Vzhledem ke svému strategickému významu ostrov často měnil majitele: Meklenbursko-Zvěřínsko, Švédsko, Braniborsko, Dánsko, Prusko a od roku 1803 znovu Meklenbursko. V roce 1618 byla na ostrově vybudována pevnost, která byla po třicetileté válce opuštěna a rozpadla se. Roku 1872 vyrostl maják v Timmendorfu, od roku 1927 je Poel spojen hrází s pevninou. Ostrov je rovinatý, většinu rozlohy zaujímá orná půda. Vzhledem k množství pláží a čerstvému mořskému vzduchu je Poel populární rekreační oblastí.

## Partnerská obec
- Švédsko Hammarö